# Gurgurnica
Gurgurnica (makedonska: Гургурница) är en ort i Nordmakedonien. Den ligger i kommunen Brvenica, i den västra delen av landet, 30 kilometer sydväst om huvudstaden Skopje. Gurgurnica ligger 1 249 meter över havet och antalet invånare är 1 159.